# وانیا رادووانوویچ
وانیا رادووانوویچ (به انگلیسی: Vanja Radovanović) (زاده ۲۸ اکتبر ۱۹۸۲) خواننده صربستانی است.
او در یوروویژن ۲۰۱۸ نماینده مونته‌نگرو بود.